# Schwungtuch

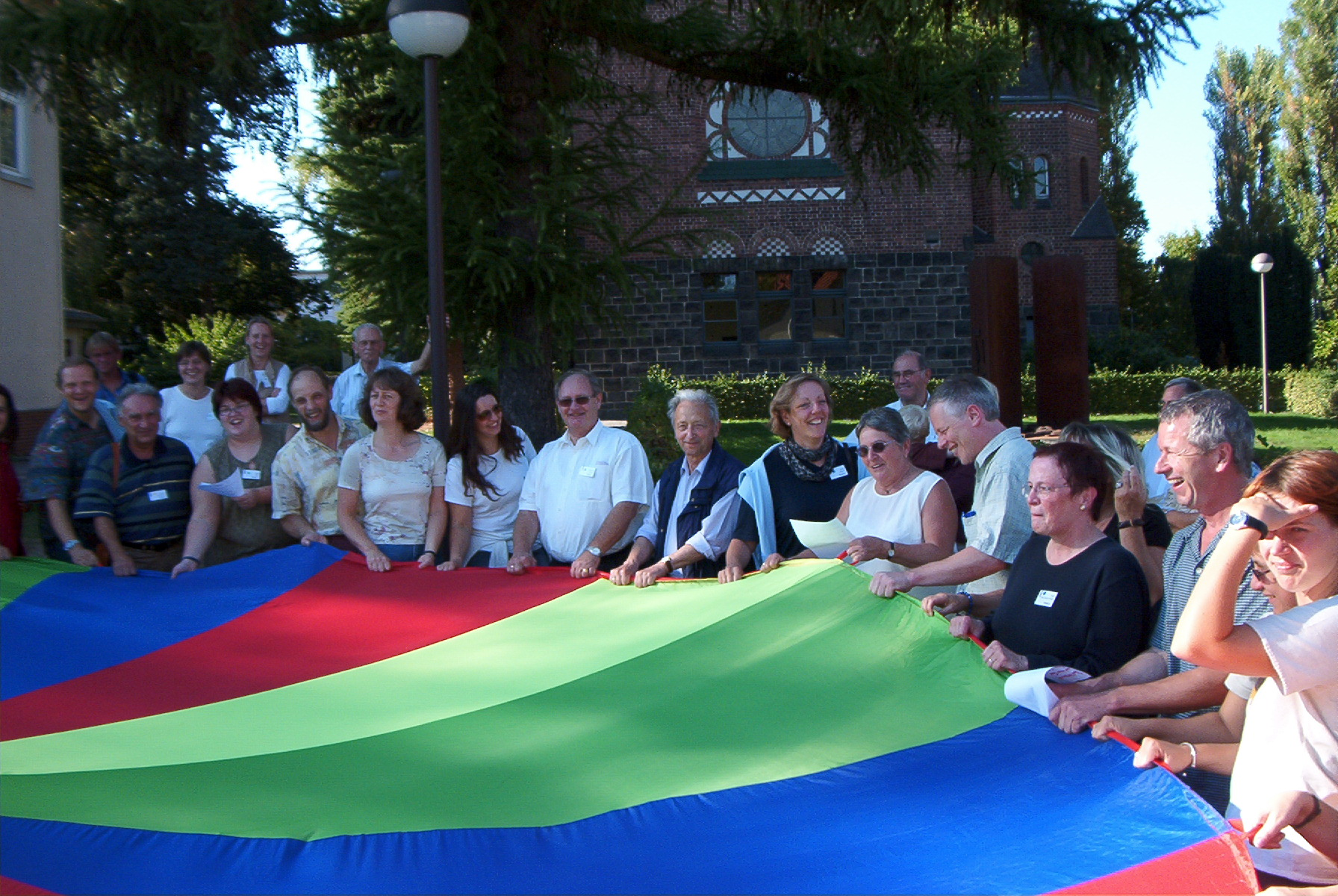
Schwungtuchspiel in Schwalmstadt-Hephata, Deutschland

Das Schwungtuch ist ein großes rundes oder vieleckiges Tuch, das als Spielgerät vorwiegend für kooperative Spiele und Beschäftigung in Gruppen eingesetzt wird.

## Material
Die ersten Schwungtücher waren ausgediente (Kappen-)Fallschirme. Diese weisen oft Löcher oder Schlitze auf, vorwiegend in der Mitte, aber auch an anderen Stellen des Tuchs und sind so meist nur für bestimmte Spiele geeignet. Das für die Produktion von Fallschirmen verwendete Material ist ein äußerst leichter, aber sehr reißfester, robuster Stoff und so für den Einsatz gut geeignet.
Seit einigen Jahren werden Schwungtücher speziell für ihren Einsatz als Spielgeräte produziert. Man erhält sie in bunten Farben oder mit Motiven gestaltet. Man kann sie mit oder ohne Loch in der Mitte beziehen. Manche sind am Rand mit einem eingesäumten Seil als Griffhilfe verstärkt, andere haben Griffschlaufen. Schwungtücher werden in unterschiedlichen Größen angeboten, damit man je nach Einsatzzweck und der Zahl der Teilnehmenden das passende aussuchen kann.

## Spielarten
- Pilzspiele nutzen die Möglichkeit, mit dem Tuch die Form eines Pilzes zu erzeugen. Es gibt ganz unterschiedliche Varianten, einen Pilz herzustellen.
- Popcornspiele zeichnen sich dadurch aus, dass verschiedene leichte Teile wie (Soft-)Bälle oder Luftballons auf das Tuch geworfen werden mit dem Ziel, dass sie auf dem Tuch bleiben sollen oder heruntergeschüttelt werden sollen."Popcornspiel"

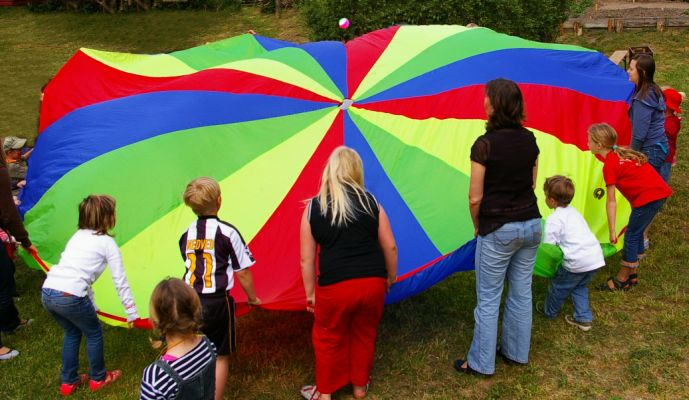
"Popcornspiel"

- Undercoverspiele bieten die Möglichkeit, sich während eines Spiels unter dem Fallschirm aufzuhalten oder darunter hindurch zu gelangen.
- Wettspiele sind geprägt durch eine spielerische Konkurrenz zwischen Mannschaften oder zwischen Einzelnen und den anderen. Siegen und Verlieren sind hier zweitrangig, der gemeinsame Spaß steht im Mittelpunkt.
- Kooperationsspiele leben von der Aufgabenstellung, dass alle Teilnehmenden ein Ziel gemeinsam erreichen.
- VIP-Spiele sind dadurch charakterisiert, dass ein Einzelner im Zentrum eines Spiels steht und die anderen ihn beim Ausüben verschiedener Rollen unterstützen. Die Rolle des Einzelnen wechselt, so dass möglichst jeder in den Genuss kommt, im Mittelpunkt zu stehen.

Die genannten Spielarten können mit Gruppen verschiedenen Alters, Geschlechts und unterschiedlicher körperlicher Leistungsfähigkeit eingesetzt werden.